# Reagy Ofosu
Reagy Baah Ofosu (sinh 20 tháng 9 năm 1991) là một cầu thủ bóng đá Đức thi đấu cho Spartak Trnava ở vị trí tiền vệ cánh.